# يوم
اليوم هو فترة زمنية قياسية مدته 24 ساعة. وهو مكون من الليل والنهار اللذان يتعاقبان باستمرار دوران الأرض حول محورها.
هناك عدة تعريفات لكلمة يوم، ويتشابه تعريفه بين اللغات، ومن هذه التعريفات:
1. اليوم يمثل الوقت من طلوع الشمس إلى غروبها (وهو بذلك مرادف لكلمة النهار).[4][5]
2. اليوم يعني الوقت الحاضر، أو الوقت عمومًا، أو الدهر،[4][5] مثل القول: "الدهر يومان.. يوم لك، ويوم عليك"!
3. اليوم يعني الموقعة أو المعركة،[4] مثل يوم ذي قار.
4. اليوم الأيوَم (بتسكين الياء، وفتح الواو) اليوم الأخير من الشهر.[4]
5. متوسط اليوم الشمسي (بالإنجليزية: Mean Solar Day)‏ الفترة الزمنية التي تدور فيها الأرض حول محورها (24 ساعة تقريبًا).
6. اليوم الشمسي (بالإنجليزية: Solar Day)‏ الوقت الذي تستغرقه الأرض في العودة إلى نفس خط الطول الذي كانت عليه (24 ساعة تقريبًا).[5]
7. اليوم المدني (بالإنجليزية: Civil Day)‏ من منتصف الليل (الساعة 12:00 ليلًا) إلى منتصف الليل الذي يليه (24 ساعة تمامًا).[5]
8. اليوم الفلكي (بالإنجليزية: Sidereal Day)‏ اليوم الذي يدور فيه أي كوكب حول محوره،[5] مثلاً يوم عطارد يساوي 58.646 يومًا أرضيًا.[6]
9. الجزء من اليوم المخصص للعمل، كأن نقول الدوام الرسمي (يوم العمل) ثماني ساعات.[5]